# موردوك أ. كامبل
موردوك أ. كامبل (بالإنجليزية: Murdock A. Campbell)‏ هو محامي أمريكي، ولد في 16 يناير 1889 في Graniteville, Vermont ‏ في الولايات المتحدة، وتوفي في 29 أغسطس 1972 في برلين في الولايات المتحدة.